# Sios
Le Sios (parfois Scios) est une rivière du sud de la France, dans le département de l'Ariège affluent de l'Ariège donc un sous-affluent de la Garonne.

## Géographie
De 16,5 km de longueur, le Sios prend sa source dans les Pyrénées sur la commune de Freychenet (Ariège), sur les pentes du mont Fourcat. Il naît véritablement de la confluence de plusieurs petits ruisseaux qui affleurent à quelques dizaines de mètres en contrebas au nord des crêtes formant les sommets du Fourcat et du pic de la Lauzate, et dont l'un des principaux porte initialement le nom de ruisseau de Rieutort. L'altitude moyenne de ses sources oscille entre 1 600 et 1 900 m.
Environ 1,5 km au nord-est, les deux principaux ruisseaux se rejoignent sous le roc de Sartrou, et s'enrichissent de nouveaux apports à travers la forêt. L'un d'eux, dit rec de Fumat, est marqué par la cascade de Tragine, juste avant de rejoindre le Sios.
Ce dernier poursuit vers le nord puis le nord-ouest, passe sous le bourg de Freychenet, arrose Celles puis Saint-Paul-de-Jarrat, longe les forges de Pyrène à Montgailhard avant de se jeter dans l'Ariège en rive droite sur la commune de Foix, face à Ferrières-sur-Ariège.

## Département et communes traversés
- Ariège : Freychenet, Celles, Saint-Paul-de-Jarrat, Montgailhard, Ferrières-sur-Ariège, Foix.

## Principaux affluents
- Ruisseau de la Baure : 8,5 km
- Ruisseau de Saint-Genès : 2,5 km
- Ruisseau de Labat : 7,6 km
- Ruisseau des Mascasses : 2,7 km
- Ruisseau de Gandou : 4,2 km